# Andrena washingtoni
Andrena washingtoni är en biart som beskrevs av Cockerell 1901. Andrena washingtoni ingår i släktet sandbin, och familjen grävbin. Inga underarter finns listade i Catalogue of Life.